# 傑米·坎貝爾·鮑爾
占士·麥卡夫·「占美」·金寶·鮑華（1988年11月22日—），英國男演員及歌手。他於2007年以配角身份首次亮相銀幕，在劇情片《魔街理髮師》裡演出，後來他繼續演出較著名的作品如2009年至2012年的《吸血新世紀電影系列》、2013年的《魔都獵人：骸骨之城》，以及在2018年的《哈利波特－死神的聖物1》和《怪獸與葛林戴華德之罪》中飾演年輕的蓋勒·葛林戴華德。
在2010年代，鮑華是TNT的《青年莎士比亞》和Starz的2011年奇幻系列《聖城風雲》擔任主演。2022年，鮑華憑著《怪奇物語》第四季中飾演的而獲得好評。從2015年到2020年，他是倫敦樂隊Counterfeit的主唱，他還以獨唱藝人的身份發行音樂。

## 早年生活
占士·麥卡夫·金寶·鮑華出生在英國倫敦。其母親伊麗莎白·安妮（娘家姓羅斯伯里）是個音樂經理人，他的父親大衛·鮑爾則在吉普森結他公司工作。羅斯伯里的曾曾曾曾祖父約翰·金寶爵士是聖文森特和格林納丁斯的副州長。
鮑華從小就對音樂和表演產生了興趣。他從小就開始拉小提琴，並使用鈴木教學法學習。他就讀於漢普郡的一所男女私立學校比達萊斯學校，並且是國家青年音樂劇院及國家青年劇院的前成員。

## 演藝生涯

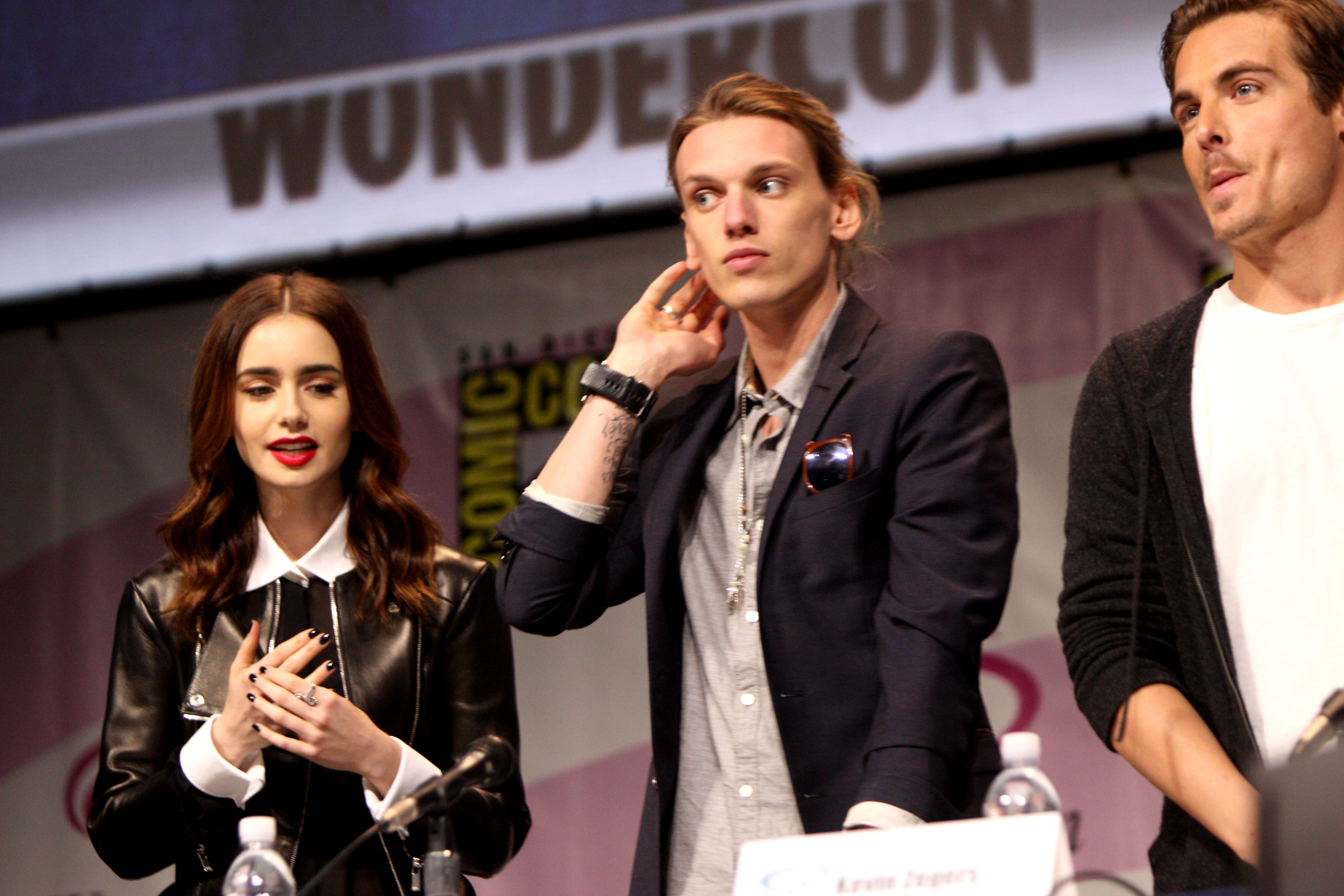
莉莉·歌蓮絲、鮑華與奇雲·薛加一同出席2013年的WonderCon會議。

### 演戲
鮑華自從獲得他的朋友蘿拉·米雪兒·凱莉把他推薦給其經紀人時，鮑華的職業生涯就這樣開始。他於倫敦的模特兒公司Select Model Management成為兼職模特兒。
2008年，鮑華在電影《搖滾黑幫》中飾演搖滾者，亦於《戰時的冬天》中飾演積克。2009年，他出現於劇集《密諜》的2009年翻拍版本中飾演第11–12號。同樣於2009年，鮑華在電影《吸血新世紀2：新月傳奇》和兩部《吸血新世紀：破曉》中飾演吸血鬼伏圖里家族成員凱薩。
在2010年的電影《哈利波特：死神的聖物1》中，他以年輕的蓋勒·葛林戴華德的身份出現，是個被阿不思·鄧不利多擊敗的黑巫師；後來他於2018年電影《怪獸與葛林戴華德之罪》中再次扮演同一角色，成為同時演出兩部電影的兩位演員之一；而另一位演員是在第四輯哈利波特電影《哈利波特：火盃的考驗》中飾演西追·迪哥里一角的羅拔·柏迪臣，柏迪臣於吸血新世紀電影系列中飾演男主角愛德華·庫倫。同年，他替樂隊The Xcerts的歌曲《年輕（貝蘭）》的音樂影片擔任主演。
2011年，鮑華於劇集《聖城風雲》中飾演亞瑟王，同年他獲得《國家電影獎》頒發的「值得關注-邁入全球的英國人」。同年，鮑華出現於芙蘿倫絲機進份子的《永遠別讓我走》的音樂影片中。
鮑華在2013年改編自卡珊卓拉·克蕾兒的電影《魔都獵人：骸骨之城》裡飾演傑斯·韋蘭一角。同年12月，他加入成為博柏利2014年春夏系列的宣傳活動之星演員陣容當中。
2015年6月，鮑華於西區劇院的音樂劇《像碧咸一樣踢球》中扮演著祖的角色。自2015年以來，鮑華於《湯瑪士小火車系列》中替小艇（Skiff）配音，其後為電視節目、兩部家庭影片以及故事片《湯瑪士小火車：索多島失落寶藏的傳奇》裡作聲音演出。
2017年7月，鮑華演出TNT的原創劇集《青年莎士比亞》，他飾演著一個詩人兼同性戀無神論間諜—基斯杜化·馬羅，他是個對莎士比亞表現出嫉妒的人。基斯杜化·馬羅是個全神貫注於死亡、超自然和神秘學的一個詩人。鮑華解釋指，這部連續劇深入地探討了馬羅的生活，並把他描述為一個頑皮的男孩。
2019年1月，鮑華獲宣佈將演出《權力遊戲》的前奏系列，題為《血月》，然而HBO宣布決定不選擇於2019年10月把該劇拍成連續劇。隨後，他跟伊娜麗嘉·莊遜聯合主演了2020年的電影《西斯廷的六天》。
2022年，鮑華於Netflix原創影集《怪奇物語》第四季中飾演亨利·克里爾／1號／威可那。該角色每天需要8個小時以上來為威可那化妝。在替維克納化妝的過程中，鮑華還塗上了潤滑劑來讓他看起來具光澤。他在劇中的表現贏得了評論界的好評。

### 音樂
鮑華是倫敦樂隊Counterfeit的主唱，該樂隊於2017年3月發行了首張專輯，並於同年進行了美國巡演。2020年11月，鮑華透過Instagram頁面宣布樂隊解散。不久之後，他以獨唱歌手的身份發行了音樂。

## 個人生活
2010年2月，鮑華被證實跟女演員邦妮·韋特正在約會中，兩人在拍攝《哈利波特：死神的聖物1》期間認識，對方飾演的是金妮·衛斯理一角。兩人於2011年4月確認訂婚，然而於2012年6月30日，鮑華跟韋特於協商下友好地結束了婚約。鮑華被引述指他是「傷心欲絕（heartbroken）」。
從2012年至2018年，鮑華跟共同演出《天使聖物：骸骨之城》的女演員莉莉·柯林斯有著愛戀並處於斷斷續續的關係，不過之後沒交往多久就分手。
據報導，鮑華自2020年以來一直跟潔西·莫洛尼（Jess Moloney）約會。2022年7月，鮑華分享指自己從2015年3月以來一直保持著清醒。
鮑華有輕微的閱讀障礙。

## 作品

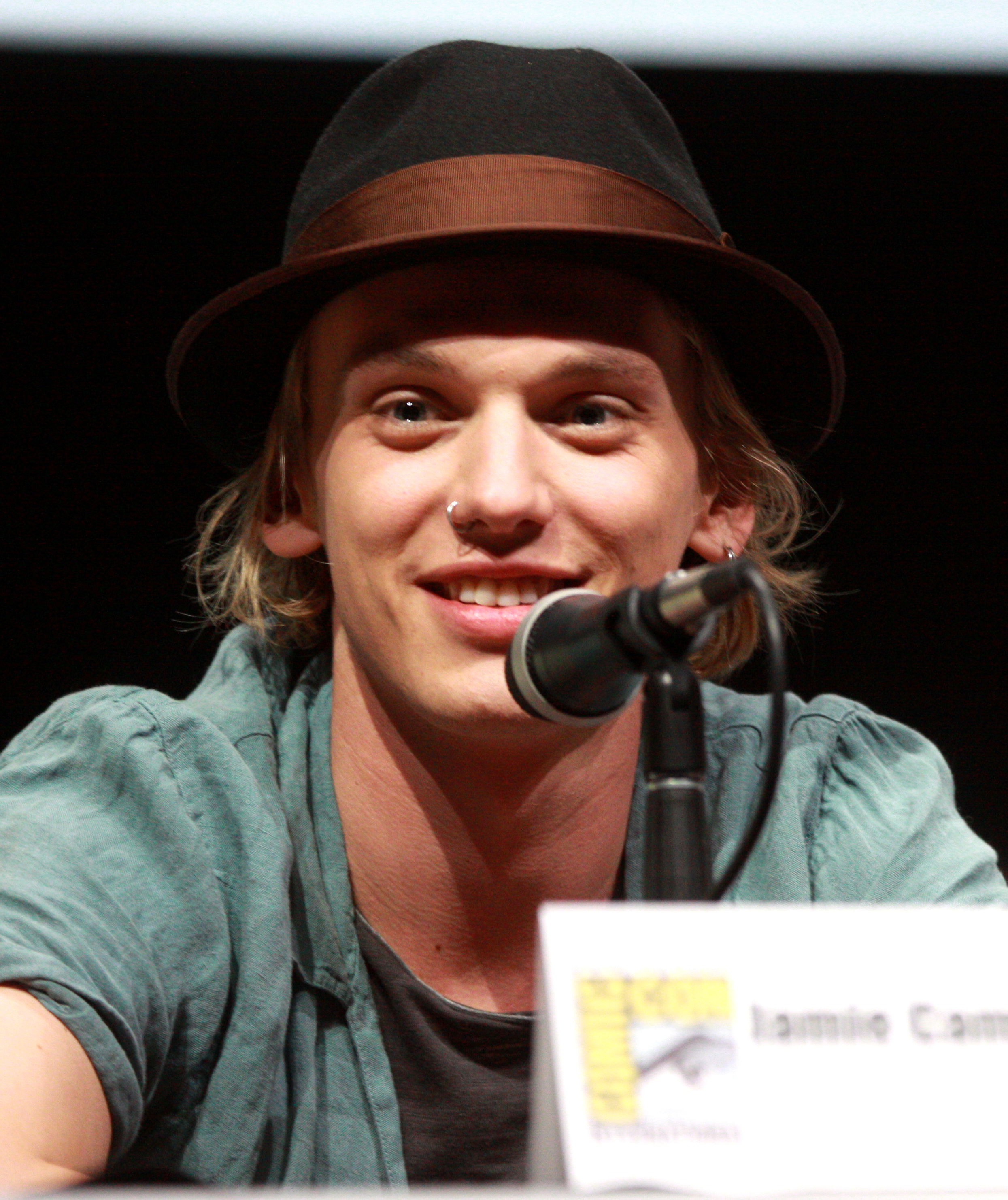
占美·金寶·鮑華

### 電影
| 年份 | 電影                                | 角色                                    | 備註                            |
| ---- | ----------------------------------- | --------------------------------------- | ------------------------------- |
| 2007 | 瘋狂理髮師                          | 安東尼·霍普（Anthony Hope）             |                                 |
| 2008 | 搖滾黑幫                            | 搖滾者（Rocker）                        |                                 |
| 2008 | 戰時的冬天                          | 積克（Jack）                            |                                 |
| 2009 | 吸血新世紀2：新月傳奇               | 佛杜里家族成員—凱薩（Caius, Volturi）   |                                 |
| 2010 | 哈利波特：死神的聖物1               | 蓋瑞·葛林戴華德（年輕版）               |                                 |
| 2010 | 倫敦大道                            | 白人男孩（White Boy）                   |                                 |
| 2011 | 莎士比亞的秘密                      | 年輕的牛津伯爵（Young Earl Oxford）     |                                 |
| 2011 | 吸血新世紀4：破曉（上）             | 佛杜里家族成員—凱薩（Caius, Volturi）   |                                 |
| 2012 | 吸血新世紀4：破曉（下）             | 佛杜里家族成員—凱薩（Caius, Volturi）   |                                 |
| 2013 | 魔都獵人：骸骨之城                  | 傑斯（Jace Wayland）                    | 提名-青少年票選獎必選動作男演員 |
| 2015 | 湯瑪士小火車：索多島失落寶藏的傳奇  | 小艇（Skiff）                           | 英國／美國版配音                |
| 2018 | 怪獸與葛林戴華德之罪                | 蓋勒·葛林戴華德（青年版）               |                                 |
| 2019 | 西斯廷的六天（Six Days of Sistine） | 讓-巴蒂斯特（Jean-Baptiste）            |                                 |
| 2024 | 地平線：美國傳奇                    | 凱萊布·賽克斯（Caleb Sykes）            |                                 |
| 2024 | 魔盤驚魂                            | 亞歷山大·巴蒂斯特（Alexander Babtiste） |                                 |
| 2024 | 艾曼紐                              |                                         |                                 |
| 待定 | 真鬧鬼（True Haunting）             | 埃德·貝克爾（Ed Becker）                | 後期製作中                      |

### 電視
| 年份      | 電影                         | 角色                                            | 備註                                                               |
| --------- | ---------------------------- | ----------------------------------------------- | ------------------------------------------------------------------ |
| 2007      | 晚餐派對（The Dinner Party） | 道格拉斯（Douglas）                             | 電視電影                                                           |
| 2009      | 密諜                         | 11–12號                                         | 電視迷你劇集（6集）                                                |
| 2011      | 聖城風雲                     | 亞瑟王                                          | 10集                                                               |
| 2015–2020 | 湯瑪士小火車系列             | 小艇（Skiff）                                   | 英國／美國版配音；電視劇集（6集）                                  |
| 2017      | 青年莎士比亞                 | 基斯杜化·馬羅                                   | 10集                                                               |
| 2019      | 都市迷思                     | 米·積加                                         | 集數：「米·積加與瑪嘉烈公主（Mick Jagger and Princess Margaret）」 |
| 2022–     | 怪奇物語                     | 亨利·克里爾／1號／威可那（Henry Creel / One / Vecna） | 主要角色（第4-5季）                                                |

### 戲劇
| 年份 | 戲劇           | 角色      | 演出地點                     | 備註   |
| ---- | -------------- | --------- | ---------------------------- | ------ |
| 1999 | 汽車喇叭聲     | 不詳      | 英國倫敦皇家國家劇院         | [ 37 ] |
| 2001 | 造夢           | 不詳      | 英國吉爾福德伊馮·阿諾劇院    | [ 38 ] |
| 2001 | 造夢           | 不詳      | 英國倫敦哥頓艾克曼演講廳     |        |
| 2001 | 造夢           | 不詳      | 蘇格蘭愛丁堡愛丁堡國際藝穗節 |        |
| 2015 | 像碧咸一樣踢球 | 祖（Joe） | 英國倫敦鳳凰劇院             | [ 39 ] |

### 音樂影片
| 年份 | 歌手             | 歌曲                          | 演出角色 | 備註   |
| ---- | ---------------- | ----------------------------- | -------- | ------ |
| 2010 | The Xcerts       | 年輕 (貝蘭)（Young (Belane)） | 粉絲     | [ 40 ] |
| 2012 | 芙蘿倫絲機進份子 | 永遠別讓我走                  | 傾慕者   | [ 41 ] |

## 獎項與提名
| 年份 | 得獎作品           | 頒獎禮                | 獎項                                                                 | 結果 | 參考   |
| ---- | ------------------ | --------------------- | -------------------------------------------------------------------- | ---- | ------ |
| 2011 | 他本人             | 第4屆國家電影獎       | 值得關注的一件事：英國人邁向全球（One to Watch: Brits Going Global） | 獲獎 | [ 42 ] |
| 2014 | 魔都獵人：骸骨之城 | 2014年Teen材大獎      | 選擇電影演員：動作                                                   | 提名 | [ 43 ] |
| 2023 | 怪奇物語           | 第3屆評論家選擇超級獎 | 最佳劇集反派（Best Villain in a Series）                             | 提名 | [ 44 ] |
| 2023 | 怪奇物語           | 2023年MTV電影與電視獎 | 最佳反派                                                             | 提名 | [ 45 ] |
| 2023 | 怪奇物語           | 2023年MTV電影與電視獎 | 最佳打鬥場面 （跟美莉·芭比·布朗共同獲得）                            | 提名 | [ 45 ] |

## 外部連結
- 傑米·坎貝爾·鮑爾在互联网电影资料库（IMDb）上的資料（英文）